# Fahnenschwingen

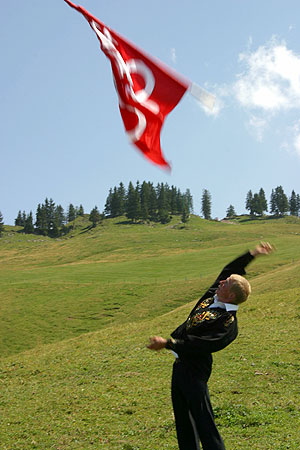
Fahnenschwinger aus Nidwalden

Das Fahnenschwingen (auch Fahnenschwenken oder Fahnenspiel, nicht aber Fahnenschlag) ist ein alter Volkssport, bei dem Personen kurze und mit einem schweren Handgriff versehene Fahnen in verschiedene kunstvolle Schwingungen versetzen, die Fahnen hochwerfen und wieder auffangen. Im Gegensatz zum Fahnenschwingen ist es beim Fahnenschlag nicht erwünscht, dass die Fahne die Hand verlässt, sondern möglichst nahe am Körper geführt wird. Schlagfahnen sind zudem länger (die Fahnenstange, bzw. der Griff ist in etwa so lang wie der Tuchbereich), auch ist das Tuch größer als das von Schwenkfahnen, bei denen der Griff nur ca. 30 bis 40 cm lang ist.

## Geschichte

### Ursprünge
Hintergrund des Fahnenschwenkens ist, dass die „Schwenker“ auf den Stadtmauern standen und mit ihren Fahnen bei richtiger Nutzung Geräusche verursachten, die sich ähnlich wie Schüsse anhörten und den anrückenden Feind abschrecken sollten.
Der Fahnenschlag hat dagegen einen klerikalen Hintergrund: Er soll die Fesselung des hl. Sebastian darstellen (in der Reihenfolge Kopf, Arm, Hände, Handgelenke, Körpermitte, beide Beine, rechtes Bein, linkes Bein, aufwickeln).

### Entwicklungen seit dem Ende des 17. Jahrhunderts
Seit dem Ausgang des 17. Jahrhunderts war das Fahnenschwingen aus der Mode gekommen, Reste hatten sich noch in der Schweiz erhalten.

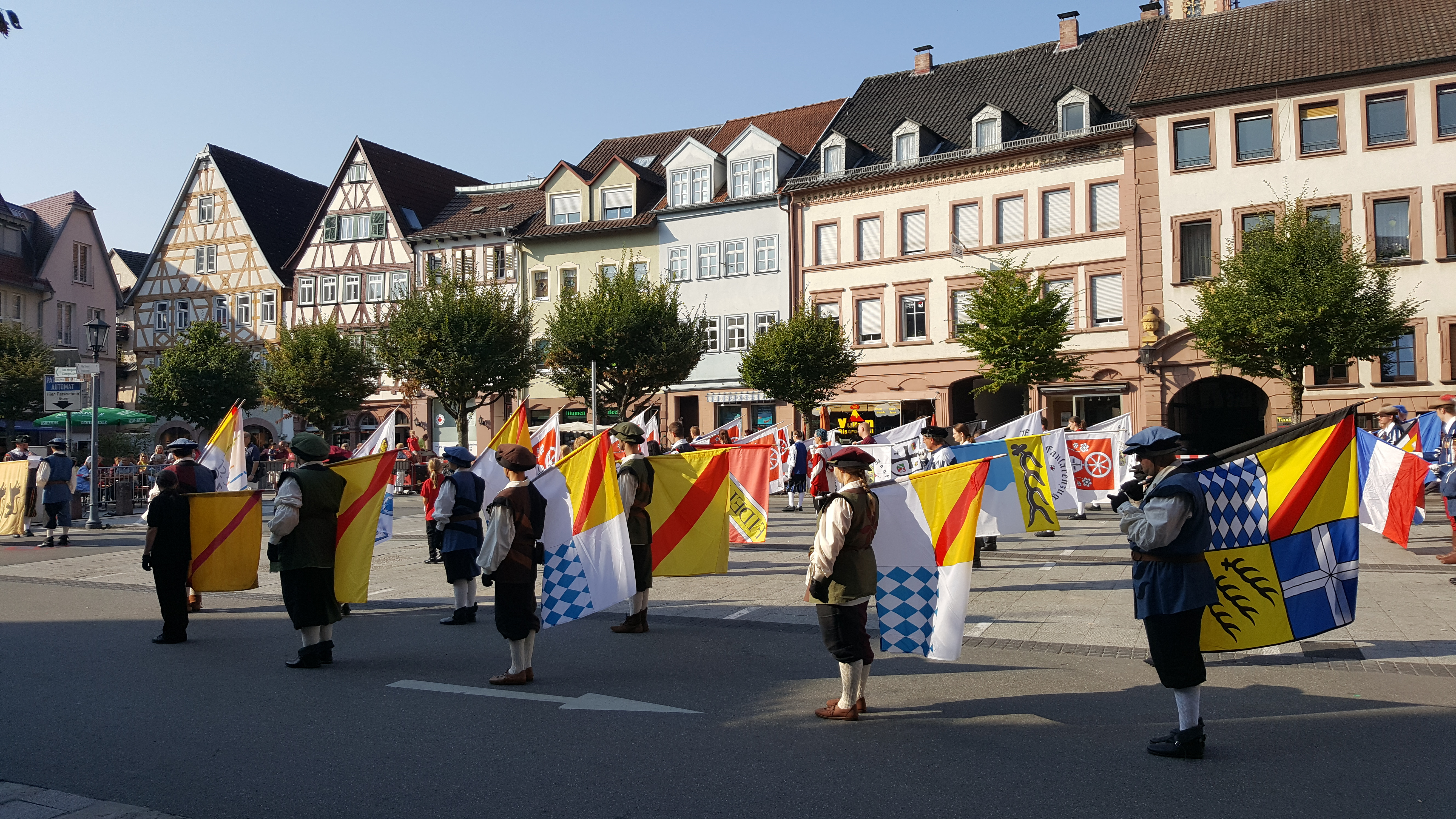
Weltmeisterschaft im Fahnenhochwerfen 2016 in Tauberbischofsheim

### Fahnenschwingen seit der Jahrtausendwende
Mit der neuen Attraktivität des Mittelalters ab den 2000er Jahren haben sich europaweit auch wieder viele Gruppen organisiert, die das Fahnenschwingen bei Schützenfesten, Vereinsfesten, Stadtfesten, aber auch auf Mittelalter-Märkten und bei Ritterspielen aufführen. Dazu wird Musik gespielt, typischerweise von Alphornbläsern, Blaskapellen oder Tambour-Corps.
In neuerer Zeit entwickelten sich länderübergreifende Wettbewerbe, beispielsweise die Weltmeisterschaft im Fahnenhochwerfen.

## Fahnenschwingen im deutschsprachigen Raum

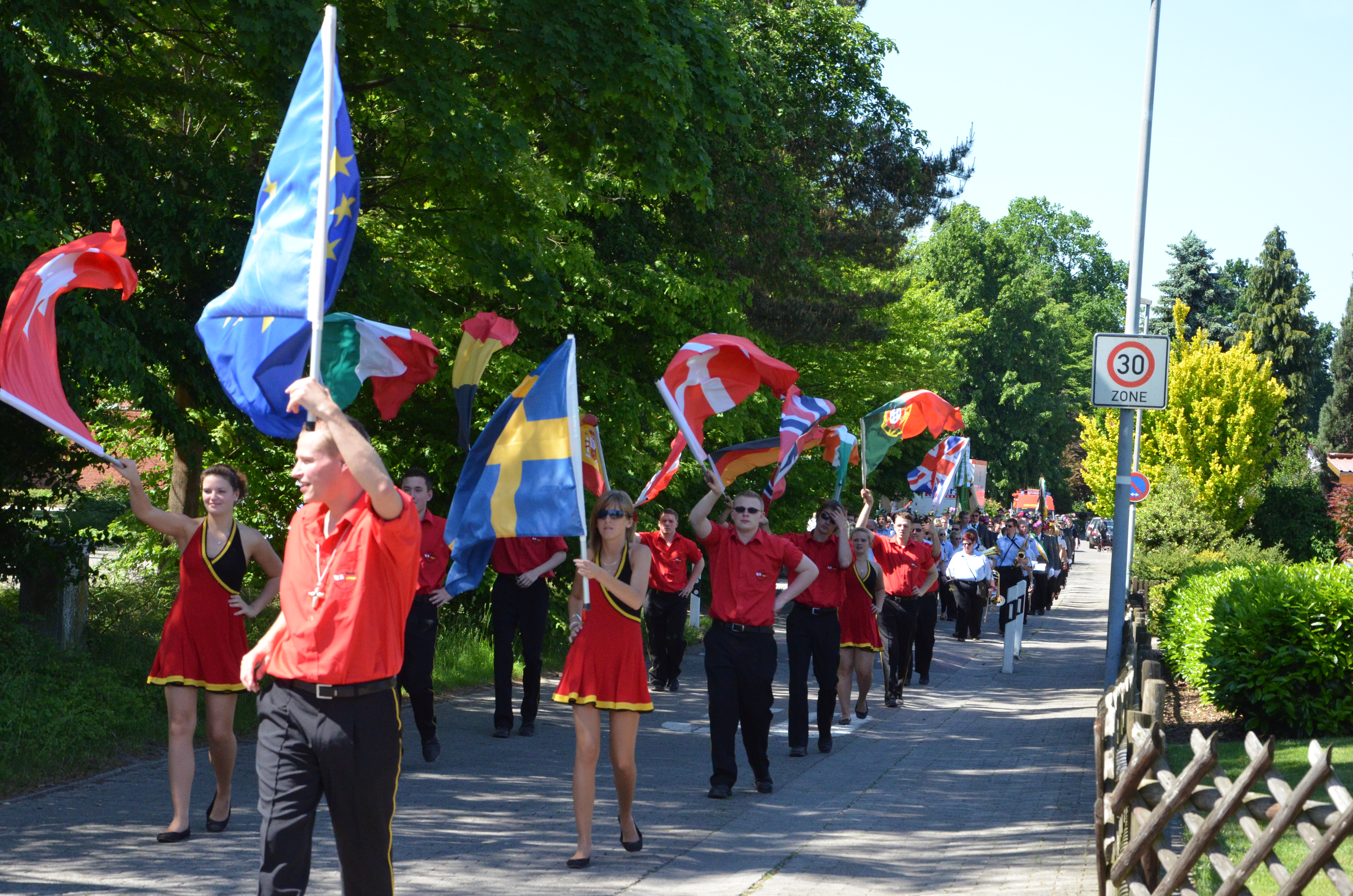
Berliner Fahnenschwinger beim Schützenumzug in Bassum/Niedersachsen

### Deutschland
Zusammenschlüsse von Fahnenschwingern in Deutschland sind zum Beispiel: Deutschen Fahnenschwinger-Verband und Bund Freier Fahnenschwinger und Schwenker Deutschland
Seit 2002 findet jedes Jahr in Deutschland die Weltmeisterschaft im Fahnenhochwerfen mit einer kleinen Fahne statt. Die Weltmeisterschaft mit der großen Fahne wird in Belgien ausgerichtet. 2025 findet die 21. Deutsche Meisterschaft im Fahnenschwingen statt.

### Österreich
In Österreich ist das Fahnenschwingen beispielsweise auf dem traditionellen Neckenmarkt anzutreffen.

### Schweiz
In der Schweiz ist das Fahnenschwingen ein Teil der klassischen Volksfeste und des Brauchtums wie Jodeln, Alphornblasen, Ländlermusik oder Schwingen. Rund um das Fahnenschwingen sind in der Schweiz der Eidgenössische Jodlerverband, welcher auch Fahnenschwinger umfasst, sowie die Fahnenschwinger-Vereinigung der Nordwestschweiz erwähnenswert.

## Fahnenschwingen in anderen Ländern

### Italien
In Italien und auch in San Marino gibt es eine Tradition des Fahnenschwingens.

### USA
Fahnenschwingen ist auch ein Schulfach an größeren High Schools in den Vereinigten Staaten (Flag team).